# Tratatul de pace israeliano-egiptean din 1979

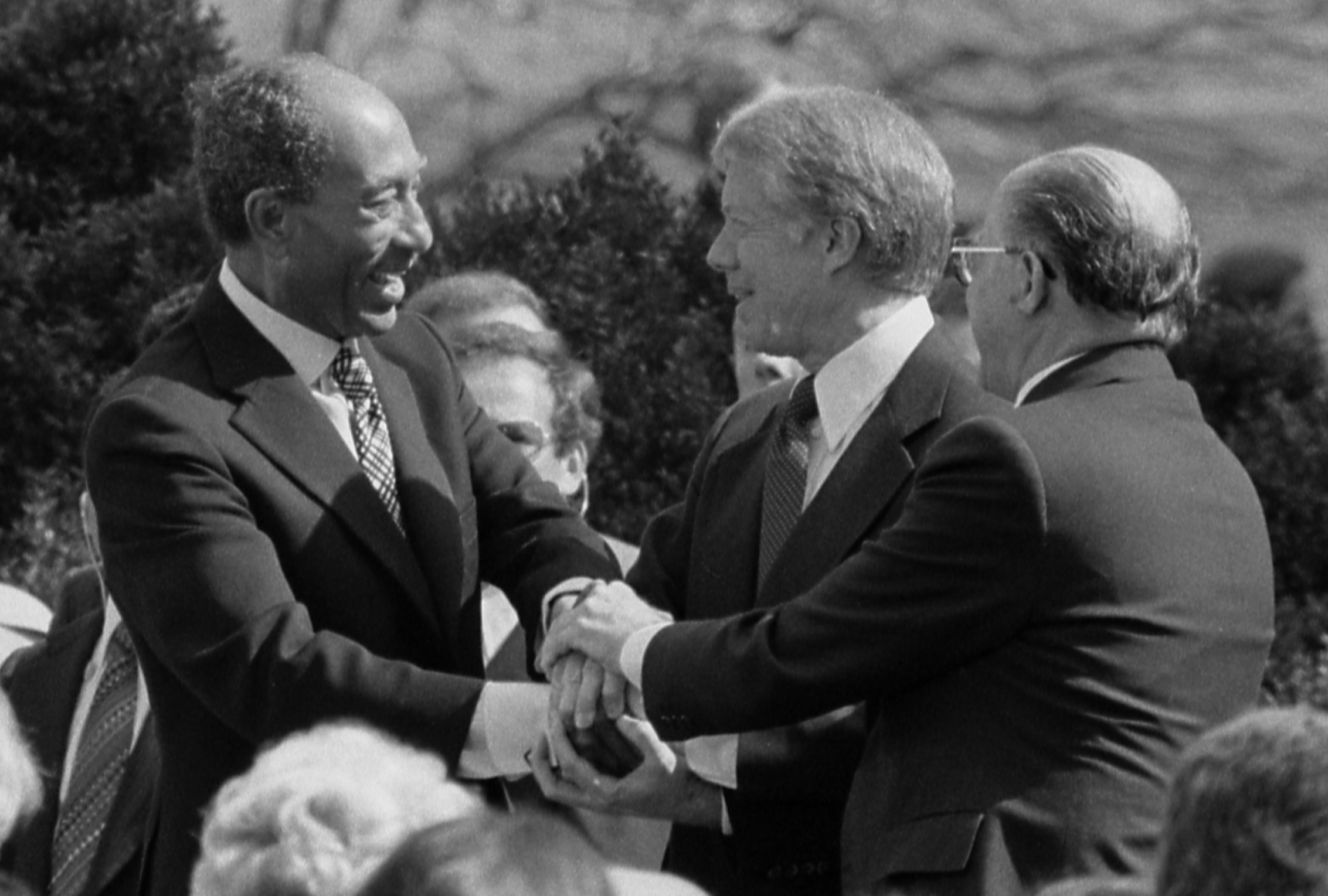
Sadat, Carter și Begin își dau mâna

Tratatul de pace israeliano-egiptean a fost semnat la Washington, Statele Unite, la 26 martie 1979, ca urmare a Acordurilor de la Camp David din 1978. Tratatul Egipt-Israel a fost semnat de președintele egiptean Anwar Sadat și premierul israelian Menachem Begin, asistați de președintele Statelor Unite ale Americii, Jimmy Carter.

## Detalii ale tratatului

Teritoriile ocupate după Războiul de Șase Zile de Israel, reprezentate cu culoarea bej

Tratatul de pace dintre Egipt și Israel a fost semnat la 16 luni după vizita președintelui egiptean Anwar Sadat în Israel în 1977, după  negocieri intense. 
Principalele caracteristici ale tratatului au fost recunoașterea reciprocă dintre cele două țări, încetarea stării de război care a existat încă de la Războiul arabo-israelian din 1948, normalizarea relațiilor și retragerea completă de către Israel a forțelor sale armate din Peninsula Sinai ocupat din timpul Războiului de Șase Zile din 1967 și a civililor din cele două localități israeliene create în Peninsula Sinaiː Yamit și Saba. 
Egiptul a fost de acord să părăsească zona demilitarizată. 
Acordul prevedea, de asemenea, trecerea liberă a navelor israeliene prin Canalul Suez și recunoașterea Strâmtorii Tiran și Golful Aqaba drept căi navigabile internaționale.
Acordul a determinat, de asemenea, ca Egiptul să fie primul stat arab care să recunoască oficial Israelul.